# Sant Martí de Llaneres
Sant Martí de Llaneres és un edifici religiós de l'antic terme de Castell d'Empordà, actualment del municipi de la Bisbal d'Empordà, inclòs en l'Inventari del Patrimoni Arquitectònic de Catalunya.

## Descripció
Església d'una nau amb capçalera semicircular, orientada vers el nord. Interiorment l'absis és poligonal. En el frontís hi ha una portada renaixentista, amb pilastres estriades d'ordre jònic i frontó, dins els quals hi ha esculpit l'emblema dels Margarit -margarides- i una ferradura -al·lusiva al patró-; més amunt hi ha un rosetó. A la llinda de la porta hi ha gravat l'any, "1586".

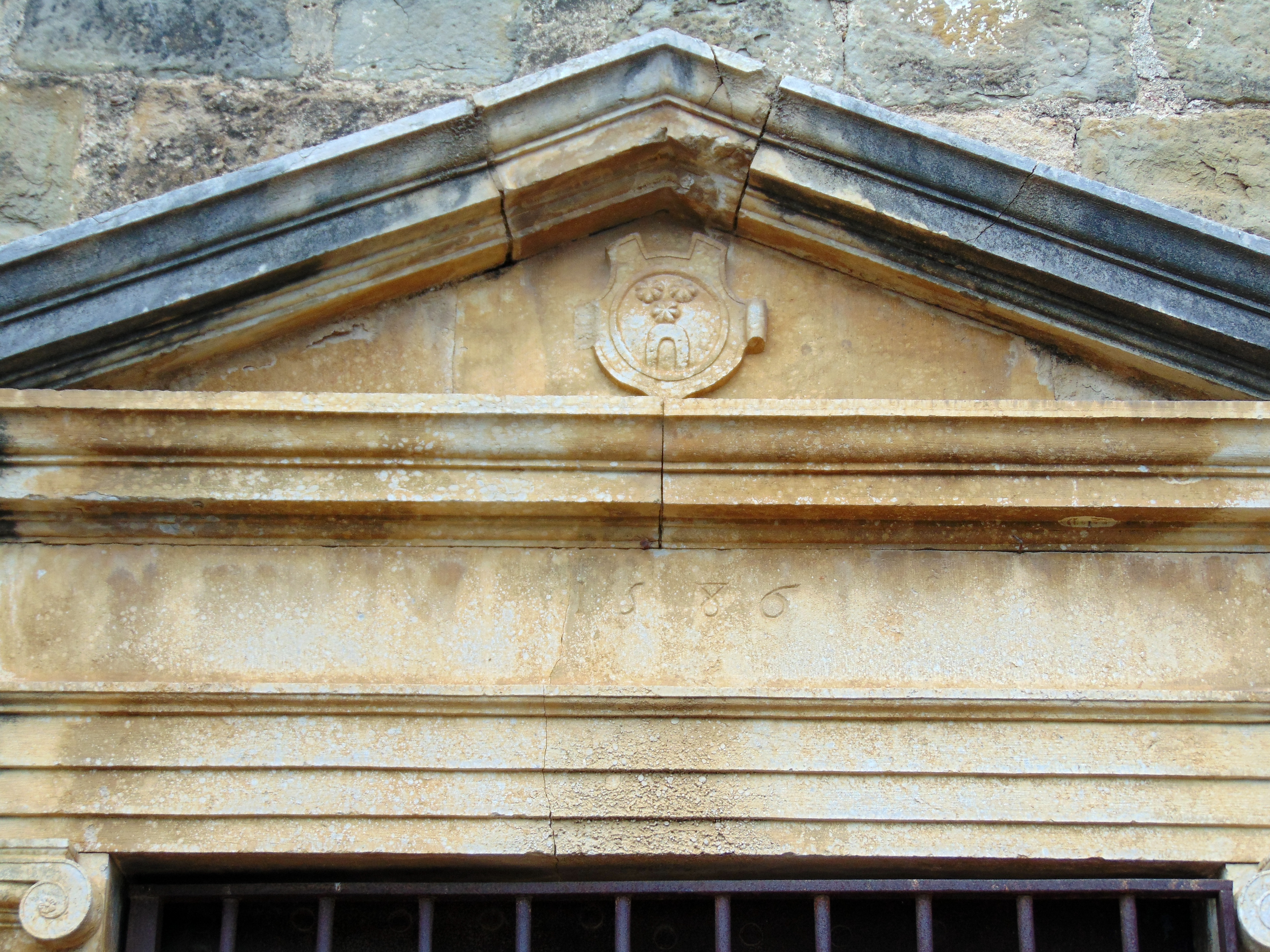

La volta és de creueria amb relleus esculpits a les claus, dues de les quals representen a Sant Martí -partint la capa amb el poble i abillat de bisbe-, mentre les altres dues afiguren a la Verge i a Sant Miquel. Hi ha capelles laterals, en una de les quals hi ha l'ossari gòtic dels nobles Bernat i Guerau de Vilagut. La capella del Roser, que fou beneïda el 1746, té una notable decoració de rajoles policromes. La façana principal, és construïda amb carreuada; els altres murs són de pedres desbastades.

## Història
Sant Martí de Llaneres és la parroquial de Castell d'Empordà, nom que s'imposà per a designar el conjunt del poblat, originat en el castell dels comtes d'Empúries emplaçat al cim del turó i vora el qual s'agrupà l'únic nucli de poblament compacte. L'església és al planer, vers llevant, en un paratge de poblament dispers, de masies disseminades.
L'any 1101 és documentada l'església parroquial de "Sancto Martini de Laneras", igualment que en diferents textos dels segles xiii i xiv. En èpoques més tardanes ja es fa constar que era la parròquia de Castell d'Empordà: "Sancti Martini de Laneriis alias Castro impuritano" (any 1596). Consta que el temple actual fou començat l'any 1584; la data de la portada fa suposar que s'acabà dos anys més tard.